# Deutscher Meister (Eishockey)

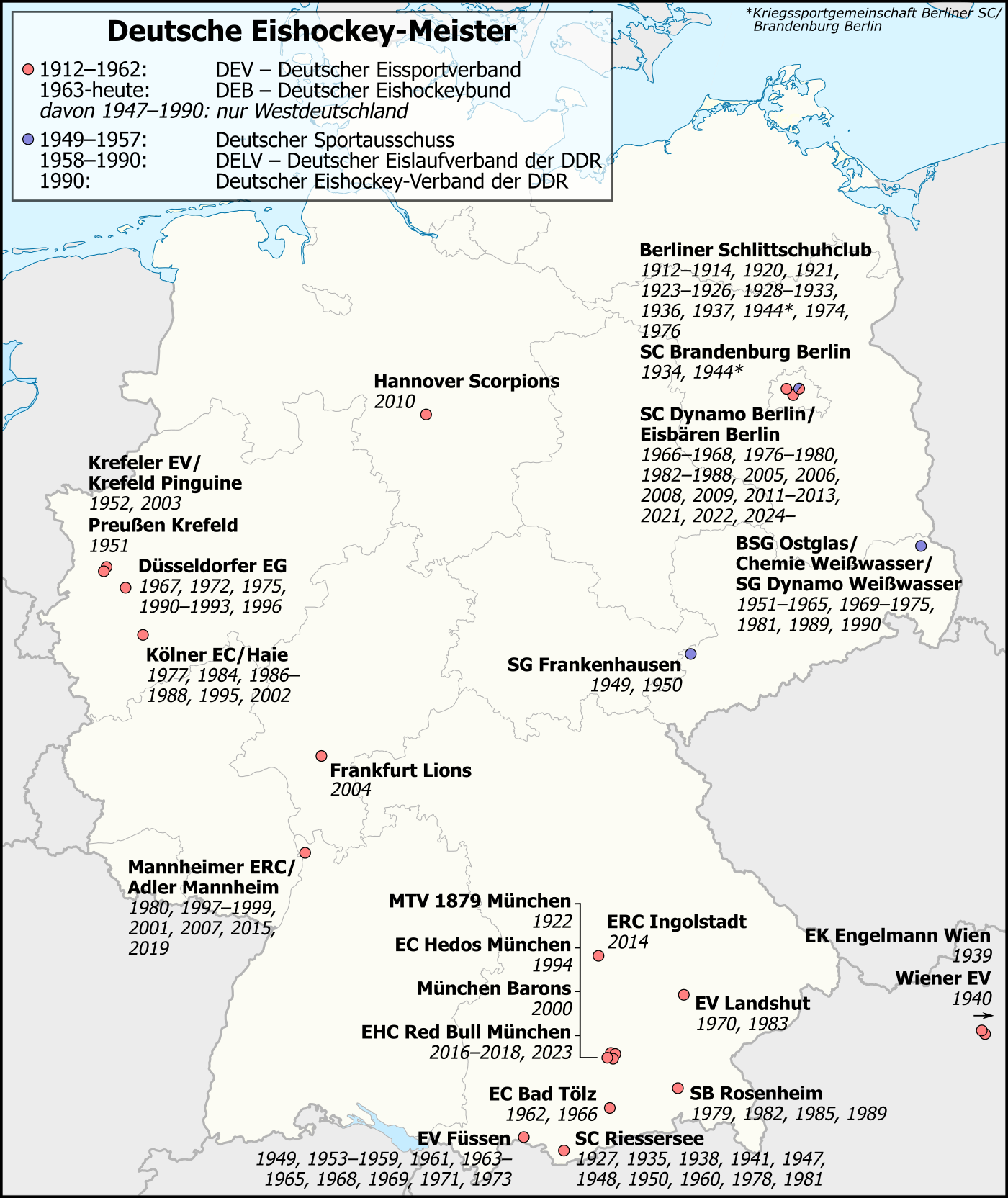
Geografische Verteilung der deutschen Meister im Männer-Eishockey, 1912–2023

Der Deutsche Eishockey-Meister wird bei den Männern seit 1912, bei den Frauen seit 1984 ausgespielt. An den ersten Meisterschaften konnten alle Mitglieder des Deutschen Eislaufverbands teilnehmen. Ab 1920 gab es regionale Vorausscheidungen, vorerst nur in Berlin und Bayern, ab 1926 auch in anderen Regionen.
Nach dem Zweiten Weltkrieg übernahm die Deutschen Eis- und Rollsport Arbeitsgemeinschaft, später die Deutschen Arbeitsgemeinschaft für Eissport die Austragung der Deutschen Meisterschaft. Ab 1948/49 gab es getrennte Meister in der Bundesrepublik (Deutsche Eishockey-Vereinigung im Deutschen Eissport-Verband, ab 1962 Deutscher Eishockey-Bund) und in der DDR (Deutschen Sportausschuß, ab 1958 Deutsche Eislauf-Verband). Die Meister wurden erstmals in Ligenform ermittelt, in den Oberligen (in der DDR erst ab 1950/51) ermittelt. In der Bundesrepublik wurde die Oberliga 1958 von der Bundesliga abgelöst.
Nach der Wiedervereinigung wurden Bundesliga und DDR-Oberliga zusammengeführt. Seit 1994 ist die eigenständige Deutsche Eishockey Liga die höchste deutsche Spielklasse. Der Meister wird seit der Bundesliga-Saison 1980/81 in den Playoffs ermittelt.
Der deutsche Meister der Frauen wird seit 1988 in der DFEL (bis 2024 auch Frauen-Bundesliga) ermittelt, die Nachwuchsmannschaften spielen in verschiedenen Altersklassen ihren Meister aus. 2001 wurde die Deutsche Nachwuchsliga als höchste Spielklasse im Junioreneishockey gegründet.

## Männer

### Meisterschaften im Deutschen Reich (1912 bis 1945)
Die ersten Spielzeiten wurden klar vom Berliner Schlittschuhclub dominiert, der von den 28 ausgespielten Meisterschaften 17 sowie eine zusätzliche in Spielgemeinschaft mit dem SC Brandenburg für sich entscheiden konnten. Dabei nahm der Berliner Rekordmeister 1927 nicht an der deutschen Meisterschaft teil, um Spiele auf europäischer Ebene austragen zu können.
Die Meisterschaften fanden weitestgehend unter freiem Himmel statt, sodass es teilweise zu Spielausfällen oder -unterbrechungen wegen schlechter Wetterbedingungen kommen konnte. Zudem wurde der Spielbetrieb gestört, indem regelmäßig Mannschaften aus verschiedenen Gründen zu Spielen oder zum Finalturnier nicht antraten.
| Jahr      | Ort des Finales                                                   | Deutscher Meister                                                 | Erg.1                                                             | Vizemeister                                                       |
| --------- | ----------------------------------------------------------------- | ----------------------------------------------------------------- | ----------------------------------------------------------------- | ----------------------------------------------------------------- |
| 1912      | Eispalast, Berlin                                                 | Berliner Schlittschuhclub                                         | 2:1 n. V.                                                         | SC Charlottenburg                                                 |
| 1913      | Eispalast, Berlin                                                 | Berliner Schlittschuhclub                                         | 4:0                                                               | MTV 1879 München                                                  |
| 1914      | Eispalast, Berlin                                                 | Berliner Schlittschuhclub                                         | 12:1                                                              | MTV 1879 München                                                  |
| 1915–1919 | wegen des Ersten Weltkrieges keine Meisterschaft                  | wegen des Ersten Weltkrieges keine Meisterschaft                  | wegen des Ersten Weltkrieges keine Meisterschaft                  | wegen des Ersten Weltkrieges keine Meisterschaft                  |
| 1920      | München                                                           | Berliner Schlittschuhclub                                         | –                                                                 | MTV 1879 München                                                  |
| 1921      | Riessersee, Garmisch                                              | Berliner Schlittschuhclub                                         | 6:0                                                               | MTV 1879 München                                                  |
| 1922      | Riessersee, Garmisch                                              | MTV 1879 München                                                  | –                                                                 | Berliner Schlittschuhclub                                         |
| 1923      | Riessersee, Garmisch                                              | Berliner Schlittschuhclub                                         | 3:1                                                               | SC Charlottenburg                                                 |
| 1924      | Oberhof                                                           | Berliner Schlittschuhclub                                         | 6:2                                                               | SC Riessersee                                                     |
| 1925      | Riessersee, Garmisch                                              | Berliner Schlittschuhclub                                         | –                                                                 | SC Riessersee                                                     |
| 1926      | Sportpalast, Berlin                                               | Berliner Schlittschuhclub                                         | 7:0                                                               | SC Charlottenburg                                                 |
| 1927      | Füssen                                                            | SC Riessersee                                                     | 2:1 n. V.                                                         | SC Charlottenburg                                                 |
| 1928      | Riessersee, Garmisch                                              | Berliner Schlittschuhclub                                         | 2:1                                                               | SC Riessersee                                                     |
| 1929      | Riessersee, Garmisch                                              | Berliner Schlittschuhclub                                         | 2:1                                                               | SC Riessersee                                                     |
| 1930      | Sportpalast, Berlin                                               | Berliner Schlittschuhclub                                         | 9:1                                                               | SC Brandenburg Berlin                                             |
| 1931      | Riessersee, Garmisch                                              | Berliner Schlittschuhclub                                         | 9:2                                                               | VfB Königsberg                                                    |
| 1932      | Riessersee, Garmisch                                              | Berliner Schlittschuhclub                                         | –                                                                 | SC Riessersee                                                     |
| 1933      | Prinzregentenstadion, München                                     | Berliner Schlittschuhclub                                         | 3:2                                                               | SC Riessersee                                                     |
| 1934      | Eisplatz an der Kalten Bode, Schierke                             | SC Brandenburg Berlin                                             | 1:0                                                               | SC Riessersee                                                     |
| 1935      | Prinzregentenstadion, München                                     | SC Riessersee                                                     | 2:1                                                               | EV Füssen                                                         |
| 1936      | Linde-Stadion, Nürnberg                                           | Berliner Schlittschuhclub                                         | 2:1                                                               | SC Riessersee                                                     |
| 1937      | Linde-Stadion, Nürnberg                                           | Berliner Schlittschuhclub                                         | 3:0                                                               | SC Riessersee                                                     |
| 1938      | Olympia-Eissport-Zentrum, Garmisch-Partenkirchen                  | SC Riessersee                                                     | –                                                                 | Düsseldorfer EG                                                   |
| 1939      | Sportpalast, Berlin                                               | EK Engelmann Wien                                                 | 1:0                                                               | Berliner Schlittschuhclub                                         |
| 1940      | Endrunde2                                                         | Wiener EV                                                         | –                                                                 | Berliner Schlittschuhclub                                         |
| 1941      | Eis- und Schwimmstadion, Köln                                     | SC Riessersee                                                     | 2:1                                                               | LTTC Rot-Weiß Berlin                                              |
| 1942      | keine vollständige Meisterschaft aufgrund des Zweiten Weltkrieges | keine vollständige Meisterschaft aufgrund des Zweiten Weltkrieges | keine vollständige Meisterschaft aufgrund des Zweiten Weltkrieges | keine vollständige Meisterschaft aufgrund des Zweiten Weltkrieges |
| 1943      | keine vollständige Meisterschaft aufgrund des Zweiten Weltkrieges | keine vollständige Meisterschaft aufgrund des Zweiten Weltkrieges | keine vollständige Meisterschaft aufgrund des Zweiten Weltkrieges | keine vollständige Meisterschaft aufgrund des Zweiten Weltkrieges |
| 1944      | Eisstadion Friedrichshain, Berlin                                 | KSG Berliner SC/Brandenburg Berlin                                | 4:3                                                               | LTTC Rot Weiß Berlin                                              |
| 1945      | keine Meisterschaft                                               | keine Meisterschaft                                               | keine Meisterschaft                                               | keine Meisterschaft                                               |

1 ist kein Ergebnis angegeben (–) wurde der deutsche Meister in einer abschließenden Finalrunde ausgespielt.
2 die Endrunde wurde von den teilnehmenden Mannschaften in Ligenform mit einer Reihe Heim- und Auswärtsspielen ausgetragen.

### Meisterschaften in den westlichen Besatzungszonen (1947 bis 1948)
Nach dem Zweiten Weltkrieg wurde der deutsche Eishockeymeister erneut in Turnierform ausgespielt. Bestimmend waren vor allem Mannschaften aus der US-amerikanischen Besatzungszone, in welcher der Eishockeysport besonders gefördert wurde.
| Jahr | Ort des Finales        | Deutscher Meister | Erg. | Vizemeister      |
| ---- | ---------------------- | ----------------- | ---- | ---------------- |
| 1947 | Garmisch-Partenkirchen | SC Riessersee     | 10:1 | Berlin Eichkamp1 |
| 1948 | Bad Nauheim            | SC Riessersee     | –    | VfL Bad Nauheim  |

1eigentlich Berliner SC, musste unter anderem Namen antreten

ist kein Ergebnis angegeben (–) wurde der deutsche Meister in einer abschließenden Finalrunde ausgespielt.

### Oberliga der Bundesrepublik Deutschland (1949 bis 1958)
Nach der Gründung der Bundesrepublik Deutschland wurde dort der deutsche Meister im Ligenbetrieb, der Oberliga, ermittelt. Zur erfolgreichsten Mannschaft in den Anfangsjahren der BRD entwickelte sich der EV Füssen, der zwischen 1949 und 1958 sieben von zehn ausgespielten Meisterschaften gewinnen konnte.
| Jahr | Deutscher Meister | Vizemeister      |
| ---- | ----------------- | ---------------- |
| 1949 | EV Füssen         | Preussen Krefeld |
| 1950 | SC Riessersee     | Preußen Krefeld  |
| 1951 | Preussen Krefeld  | EV Füssen        |
| 1952 | Krefelder EV      | SC Riessersee    |
| 1953 | EV Füssen         | SC Riessersee    |
| 1954 | EV Füssen         | Krefelder EV     |
| 1955 | EV Füssen         | Krefelder EV     |
| 1956 | EV Füssen         | SC Riessersee    |
| 1957 | EV Füssen         | SC Riessersee    |
| 1958 | EV Füssen         | SC Riessersee    |

### Bundesliga der Bundesrepublik Deutschland (1958 bis 1990)
1958 löste die eingleisige Bundesliga die Oberliga als höchste Spielklasse der Bundesrepublik ab. Dominierten zunächst weiterhin die bayerischen Mannschaften den Kampf um die Meisterschaft, gewannen mit zunehmender Zeit auch Vereine aus anderen Teilen Westdeutschlands an Bedeutung, beispielsweise der Kölner EC, die Düsseldorfer EG oder der Mannheimer ERC.
| Jahr | Deutscher Meister         | Vizemeister               |
| ---- | ------------------------- | ------------------------- |
| 1959 | EV Füssen                 | EC Bad Tölz               |
| 1960 | SC Riessersee             | EV Füssen                 |
| 1961 | EV Füssen                 | EC Bad Tölz               |
| 1962 | EC Bad Tölz               | EV Füssen                 |
| 1963 | EV Füssen                 | EC Bad Tölz               |
| 1964 | EV Füssen                 | EC Bad Tölz               |
| 1965 | EV Füssen                 | EC Bad Tölz               |
| 1966 | EC Bad Tölz               | EV Füssen                 |
| 1967 | Düsseldorfer EG           | EC Bad Tölz               |
| 1968 | EV Füssen                 | EC Bad Tölz               |
| 1969 | EV Füssen                 | Düsseldorfer EG           |
| 1970 | EV Landshut               | EC Bad Tölz               |
| 1971 | EV Füssen                 | Düsseldorfer EG           |
| 1972 | Düsseldorfer EG           | EV Füssen                 |
| 1973 | EV Füssen                 | Düsseldorfer EG           |
| 1974 | Berliner Schlittschuhclub | EV Landshut               |
| 1975 | Düsseldorfer EG           | Berliner Schlittschuhclub |
| 1976 | Berliner Schlittschuhclub | EV Landshut               |
| 1977 | Kölner EC                 | Krefelder EV              |
| 1978 | SC Riessersee             | Berliner Schlittschuhclub |
| 1979 | Kölner EC                 | SC Riessersee             |
| 1980 | Mannheimer ERC            | Düsseldorfer EG           |
| 1981 | SC Riessersee             | Düsseldorfer EG           |
| 1982 | SB Rosenheim              | Mannheimer ERC            |
| 1983 | EV Landshut               | Mannheimer ERC            |
| 1984 | Kölner EC                 | EV Landshut               |
| 1985 | SB Rosenheim              | Mannheimer ERC            |
| 1986 | Kölner EC                 | Düsseldorfer EG           |
| 1987 | Kölner EC                 | Mannheimer ERC            |
| 1988 | Kölner EC                 | SB Rosenheim              |
| 1989 | SB Rosenheim              | Düsseldorfer EG           |
| 1990 | Düsseldorfer EG           | SB Rosenheim              |

### Ostzonen-Eishockeymeisterschaft 1949
Die erste Eishockeymeisterschaft im Osten Deutschlands nach dem Krieg wurde im Februar 1949 in der Sowjetischen Besatzungszone ausgespielt.
| Saison | Deutscher Meister | Vizemeister         |
| ------ | ----------------- | ------------------- |
| 1949   | SG Frankenhausen  | SG Grün-Weiß Pankow |

### Oberliga der Deutschen Demokratischen Republik (1950 bis 1990)
Von 1950 bis 1990 wurde der Eishockeymeister der DDR in der Oberliga ausgespielt. Nachdem die Sportart 1969 als „nicht förderungswürdig“ eingestuft wurde, spielten in der Oberliga nur noch zwei Mannschaften, der SC Dynamo Berlin und die SG Dynamo Weißwasser. Weitere Vereine spielten auf reiner Amateur- resp. Freizeitbasis eine DDR-Bestenermittlung aus.
| Saison  | Deutscher Meister      | Vizemeister                  |
| ------- | ---------------------- | ---------------------------- |
| 1950    | SG Frankenhausen       | BSG Empor Berlin             |
| 1951    | BSG Ostglas Weißwasser | SG Frankenhausen             |
| 1951/52 | BSG Ostglas Weißwasser | BSG Wismut Erz Frankenhausen |
| 1952/53 | BSG Chemie Weißwasser  | BSG Wismut Erz Frankenhausen |
| 1953/54 | SG Dynamo Weißwasser   | BSG Wismut Frankenhausen     |
| 1954/55 | SG Dynamo Weißwasser   | SC Wismut Karl-Marx-Stadt    |
| 1955/56 | SG Dynamo Weißwasser   | SC Einheit Berlin            |
| 1956/57 | SG Dynamo Weißwasser   | SC Einheit Berlin            |
| 1957/58 | SG Dynamo Weißwasser   | SC Wismut Karl-Marx-Stadt    |
| 1958/59 | SG Dynamo Weißwasser   | SC Dynamo Berlin             |
| 1959/60 | SG Dynamo Weißwasser   | SC Dynamo Berlin             |
| 1960/61 | SG Dynamo Weißwasser   | SC Dynamo Berlin             |
| 1961/62 | SG Dynamo Weißwasser   | SC Dynamo Berlin             |
| 1962/63 | SG Dynamo Weißwasser   | SC Dynamo Berlin             |
| 1963/64 | SG Dynamo Weißwasser   | SC Dynamo Berlin             |
| 1964/65 | SG Dynamo Weißwasser   | SC Dynamo Berlin             |
| 1965/66 | SC Dynamo Berlin       | SG Dynamo Weißwasser         |
| 1966/67 | SC Dynamo Berlin       | SG Dynamo Weißwasser         |
| 1967/68 | SC Dynamo Berlin       | SG Dynamo Weißwasser         |
| 1968/69 | SG Dynamo Weißwasser   | SC Dynamo Berlin             |
| 1969/70 | SG Dynamo Weißwasser   | TSC Berlin                   |
| 1970/71 | SG Dynamo Weißwasser   | SC Dynamo Berlin             |
| 1971/72 | SG Dynamo Weißwasser   | SC Dynamo Berlin             |
| 1972/73 | SG Dynamo Weißwasser   | SC Dynamo Berlin             |
| 1973/74 | SG Dynamo Weißwasser   | SC Dynamo Berlin             |
| 1974/75 | SG Dynamo Weißwasser   | SC Dynamo Berlin             |
| 1975/76 | SC Dynamo Berlin       | SG Dynamo Weißwasser         |
| 1976/77 | SC Dynamo Berlin       | SG Dynamo Weißwasser         |
| 1977/78 | SC Dynamo Berlin       | SG Dynamo Weißwasser         |
| 1978/79 | SC Dynamo Berlin       | SG Dynamo Weißwasser         |
| 1979/80 | SC Dynamo Berlin       | SG Dynamo Weißwasser         |
| 1980/81 | SG Dynamo Weißwasser   | SC Dynamo Berlin             |
| 1981/82 | SC Dynamo Berlin       | SG Dynamo Weißwasser         |
| 1982/83 | SC Dynamo Berlin       | SG Dynamo Weißwasser         |
| 1983/84 | SC Dynamo Berlin       | SG Dynamo Weißwasser         |
| 1984/85 | SC Dynamo Berlin       | SG Dynamo Weißwasser         |
| 1985/86 | SC Dynamo Berlin       | SG Dynamo Weißwasser         |
| 1986/87 | SC Dynamo Berlin       | SG Dynamo Weißwasser         |
| 1987/88 | SC Dynamo Berlin       | SG Dynamo Weißwasser         |
| 1988/89 | SG Dynamo Weißwasser   | SC Dynamo Berlin             |
| 1989/90 | SG Dynamo Weißwasser   | SC Dynamo Berlin             |

### Gesamtdeutsche Bundesliga (1991 bis 1994)
Nach der deutschen Wiedervereinigung wurden die beiden letzten verbliebenen DDR-Vereine in die Eishockey-Bundesliga aufgenommen, welche damit auf zwölf Teams erweitert wurde. Die erfolgreichste Mannschaft zu Beginn der 1990er-Jahre war die Düsseldorfer EG, die drei von vier Meistertiteln der gesamtdeutschen Bundesliga gewinnen konnte.
| Jahr | Deutscher Meister | Vizemeister     |
| ---- | ----------------- | --------------- |
| 1991 | Düsseldorfer EG   | Kölner EC       |
| 1992 | Düsseldorfer EG   | SB Rosenheim    |
| 1993 | Düsseldorfer EG   | Kölner EC       |
| 1994 | EC Hedos München  | Düsseldorfer EG |

### Deutsche Eishockey Liga (seit 1995)
1994 wurde die Deutsche Eishockey Liga als neue höchste deutsche Profispielklasse eingeführt und ein Großteil der Profimannschaften, wie im modernen Eishockey üblich, in Spielbetriebsgesellschaften ausgegliedert. Die erfolgreichste Mannschaft seit Bestehen der DEL sind die Eisbären Berlin, die elf Titel gewinnen konnten. Im Jahr 2020 wurde kein Meister ausgespielt, da die Playoffs abgesagt wurden, nachdem mehrere Gesundheitsbehörden Events mit über 1000 Zuschauern untersagten, um eine Ausbreitung des Virus Sars-CoV-2 zu verhindern.
| Jahr | Deutscher Meister               | Vizemeister                     |
| ---- | ------------------------------- | ------------------------------- |
| 1995 | Kölner Haie                     | EV Landshut                     |
| 1996 | Düsseldorfer EG                 | Kölner Haie                     |
| 1997 | Adler Mannheim                  | Kassel Huskies                  |
| 1998 | Adler Mannheim                  | Eisbären Berlin                 |
| 1999 | Adler Mannheim                  | Nürnberg Ice Tigers             |
| 2000 | München Barons                  | Kölner Haie                     |
| 2001 | Adler Mannheim                  | München Barons                  |
| 2002 | Kölner Haie                     | Adler Mannheim                  |
| 2003 | Krefeld Pinguine                | Kölner Haie                     |
| 2004 | Frankfurt Lions                 | Eisbären Berlin                 |
| 2005 | Eisbären Berlin                 | Adler Mannheim                  |
| 2006 | Eisbären Berlin                 | DEG Metro Stars                 |
| 2007 | Adler Mannheim                  | Nürnberg Ice Tigers             |
| 2008 | Eisbären Berlin                 | Kölner Haie                     |
| 2009 | Eisbären Berlin                 | DEG Metro Stars                 |
| 2010 | Hannover Scorpions              | Augsburger Panther              |
| 2011 | Eisbären Berlin                 | Grizzly Adams Wolfsburg         |
| 2012 | Eisbären Berlin                 | Adler Mannheim                  |
| 2013 | Eisbären Berlin                 | Kölner Haie                     |
| 2014 | ERC Ingolstadt                  | Kölner Haie                     |
| 2015 | Adler Mannheim                  | ERC Ingolstadt                  |
| 2016 | EHC Red Bull München            | Grizzlys Wolfsburg              |
| 2017 | EHC Red Bull München            | Grizzlys Wolfsburg              |
| 2018 | EHC Red Bull München            | Eisbären Berlin                 |
| 2019 | Adler Mannheim                  | EHC Red Bull München            |
| 2020 | Meisterschaft nicht ausgespielt | Meisterschaft nicht ausgespielt |
| 2021 | Eisbären Berlin                 | Grizzlys Wolfsburg              |
| 2022 | Eisbären Berlin                 | EHC Red Bull München            |
| 2023 | EHC Red Bull München            | ERC Ingolstadt                  |
| 2024 | Eisbären Berlin                 | Fischtown Pinguins Bremerhaven  |
| 2025 | Eisbären Berlin                 | Kölner Haie                     |

### Statistik
| Mannschaft                              | Bundesland/Land     | Titel |
| --------------------------------------- | ------------------- | ----- |
| Berliner Schlittschuhclub               | Berlin              | 19    |
| EV Füssen                               | Bayern              | 16    |
| Eisbären Berlin (a)                     | Berlin              | 11    |
| SC Riessersee                           | Bayern              | 10    |
| Düsseldorfer EG                         | Nordrhein-Westfalen | 8     |
| Kölner EC / Kölner Haie                 | Nordrhein-Westfalen | 8     |
| Mannheimer ERC / Adler Mannheim         | Baden-Württemberg   | 8     |
| EHC Red Bull München                    | Bayern              | 4     |
| SB Rosenheim                            | Bayern              | 3     |
| EC Bad Tölz                             | Bayern              | 2     |
| EV Landshut                             | Bayern              | 2     |
| Krefelder EV / Krefeld Pinguine         | Nordrhein-Westfalen | 2     |
| MTV 1879 München                        | Bayern              | 1     |
| EC Hedos München                        | Bayern              | 1     |
| München Barons                          | Bayern              | 1     |
| ERC Ingolstadt                          | Bayern              | 1     |
| SC Brandenburg Berlin                   | Berlin              | 1     |
| KSG Berliner SchC/SC Brandenburg Berlin | Berlin              | 1     |
| Frankfurt Lions                         | Hessen              | 1     |
| Hannover Scorpions                      | Niedersachsen       | 1     |
| Preussen Krefeld                        | Nordrhein-Westfalen | 1     |
| EK Engelmann Wien                       | Österreich          | 1     |
| Wiener EV                               | Österreich          | 1     |

(a) Eisbären Berlin 11 × Deutscher Meister + 15 × DDR-Meister als SC Dynamo Berlin
| (Bundes-)Land       | Anzahl Titel |
| ------------------- | ------------ |
| Bayern              | 41           |
| Berlin              | 32           |
| Nordrhein-Westfalen | 19           |
| Baden-Württemberg   | 8            |
| Österreich          | 2            |
| Hessen              | 1            |
| Niedersachsen       | 1            |

## Frauen
Der deutsche Meister im Fraueneishockey wird seit 1984 ausgespielt, seit 1988 in der zweigleisigen 1. Bundesliga, an deren Hauptrunde sich ein Abschlussturnier um die deutsche Meisterschaft anschloss. Seit 2006 wird die Liga eingleisig ausgetragen.

### Deutsche Meister der Frauen (1984 bis 1988)
| Jahr | Deutscher Meister       | Vizemeister             |
| ---- | ----------------------- | ----------------------- |
| 1984 | ESG Esslingen           | EC Bergkamen            |
| 1985 | EHC Eisbären Düsseldorf | EV Füssen               |
| 1986 | EHC Eisbären Düsseldorf | EC Bergkamen            |
| 1987 | EHC Eisbären Düsseldorf | ESG Esslingen           |
| 1988 | Mannheimer ERC WildCats | EHC Eisbären Düsseldorf |

### 1. Bundesliga (seit 1989)
| Jahr | Deutscher Meister               | Vizemeister             |
| ---- | ------------------------------- | ----------------------- |
| 1989 | EHC Eisbären Düsseldorf         | Mannheimer ERC WildCats |
| 1990 | Mannheimer ERC WildCats         | EHC Eisbären Düsseldorf |
| 1991 | OSC Berlin                      | EHC Eisbären Düsseldorf |
| 1992 | Mannheimer ERC WildCats         | EC Neuss                |
| 1993 | Neusser EC                      | Mannheimer ERC WildCats |
| 1994 | TuS Geretsried                  | Mannheimer ERC WildCats |
| 1995 | ESG Esslingen                   | DEC Tigers Königsbrunn  |
| 1996 | ESG Esslingen                   | TuS Wiehl               |
| 1997 | ESG Esslingen                   | TuS Wiehl               |
| 1998 | ESG Esslingen                   | Mannheimer ERC WildCats |
| 1999 | Mannheimer ERC WildCats         | TuS Geretsried          |
| 2000 | Mannheimer ERC WildCats         | TuS Geretsried          |
| 2001 | TV Kornwestheim                 | TuS Geretsried          |
| 2002 | TV Kornwestheim                 | SC Riessersee           |
| 2003 | TV Kornwestheim                 | OSC Berlin              |
| 2004 | TV Kornwestheim                 | OSC Berlin              |
| 2005 | EC Bergkamener Bären            | TV Kornwestheim         |
| 2006 | OSC Berlin                      | ESC Planegg             |
| 2007 | OSC Berlin                      | ESC Planegg             |
| 2008 | ESC Planegg                     | OSC Berlin              |
| 2009 | OSC Berlin                      | ESC Planegg             |
| 2010 | OSC Berlin                      | ESC Planegg             |
| 2011 | ESC Planegg                     | OSC Berlin              |
| 2012 | ESC Planegg                     | ECDC Memmingen          |
| 2013 | ESC Planegg/Würmtal             | ECDC Memmingen          |
| 2014 | ESC Planegg/Würmtal             | OSC Berlin              |
| 2015 | ESC Planegg/Würmtal             | ECDC Memmingen          |
| 2016 | ECDC Memmingen                  | ESC Planegg/Würmtal     |
| 2017 | ESC Planegg/Würmtal             | ERC Ingolstadt          |
| 2018 | ECDC Memmingen                  | ESC Planegg/Würmtal     |
| 2019 | ECDC Memmingen                  | ESC Planegg/Würmtal     |
| 2020 | Meister wurde nicht ausgespielt | –                       |
| 2021 | ESC Planegg/Würmtal             | Eisbären Juniors Berlin |
| 2022 | ERC Ingolstadt                  | ECDC Memmingen          |
| 2023 | ECDC Memmingen                  | Mad Dogs Mannheim       |
| 2024 | ECDC Memmingen                  | ERC Ingolstadt          |
| 2025 | ECDC Memmingen                  | HK Budapest             |

### Statistik
| Mannschaft              | Bundesland/Land     | Titel |
| ----------------------- | ------------------- | ----- |
| ESC Planegg             | Bayern              | 8     |
| ECDC Memmingen          | Bayern              | 6     |
| ESG Esslingen           | Baden-Württemberg   | 5     |
| Mannheimer ERC WildCats | Baden-Württemberg   | 5     |
| OSC Berlin              | Berlin              | 5     |
| EHC Eisbären Düsseldorf | Nordrhein-Westfalen | 4     |
| TV Kornwestheim         | Baden-Württemberg   | 4     |
| EC Bergkamener Bären    | Nordrhein-Westfalen | 1     |
| Neusser EC              | Nordrhein-Westfalen | 1     |
| TuS Geretsried          | Bayern              | 1     |

## Nachwuchs

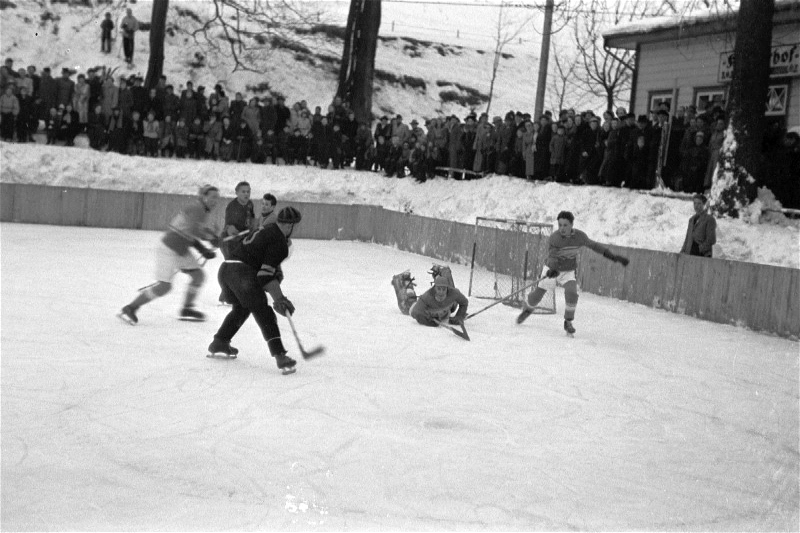
Endspiel um die Deutsche Jugendmeisterschaft im Eishockey zwischen dem EV Füssen und dem SC Riessersee (9:4) am 17. Februar 1952 in Clausthal-Zellerfeld.

### Seit 1948
Im Nachwuchsbereich wurden die deutschen Meister seit 1948 (Junioren), 1965 (Jugend) und 1971 (Schüler) ermittelt. Für die Altersklasse Knaben gab es von 1975 bis 1989 ein zunächst so genanntes Pokalturnier, das später als Deutsche Meisterschaft bezeichnet wurde. 
Bis zur Saison 1967/68 unterschied sich allerdings die Bezeichnung der Altersklassen. Von 1948 bis 1968 wurden die Junioren offiziell als Jugend und die Jugend offiziell als Schüler bezeichnet. Bis 2014 wurden die deutschen Meister im Nachwuchsbereich in den Spielklassen Junioren, Jugend und Schüler ausgespielt.
Die deutschen Meister im Nachwuchsbereich wurden bis 2014 in den Spielklassen Junioren, Jugend und Schüler ausgespielt. Im Jahr 2000 wurde die Deutsche Nachwuchsliga (DNL) als neue deutsche Nachwuchs-Elitespielklasse gegründet. Von den bislang ausgespielten DNL-Titeln gingen seitdem bis auf 2001, 2007 und 2011 alle an die Jungadler Mannheim, die Juniorenmannschaft der Adler Mannheim aus der DEL. 2014 wurden die Bundesligen der Junioren und der Jugend durch die DNL2 ersetzt, wobei die Schüler-Bundesliga erhalten blieb. In der ersten Saison der DNL2 wurde keine Meisterschaft ausgespielt, sondern nach der Hauptrunde folgte eine Platzierungsrunde mit den schlechtesten DNL-Mannschaften um die Teilnahme an der DNL.
| Jahr | DNL                | Junioren                | Jugend                   | Schüler                 |
| ---- | ------------------ | ----------------------- | ------------------------ | ----------------------- |
| 1948 | —                  | Krefelder EV            | —                        | —                       |
| 1949 | —                  | Krefelder EV            | —                        | —                       |
| 1950 | —                  | SC Riessersee           | —                        | —                       |
| 1951 | —                  | EV Füssen               | —                        | —                       |
| 1952 | —                  | EV Füssen               | —                        | —                       |
| 1953 | —                  | SC Riessersee           | —                        | —                       |
| 1954 | —                  | EV Füssen               | —                        | —                       |
| 1955 | —                  | Krefelder EV            | —                        | —                       |
| 1956 | —                  | EHC Düsseldorf          | —                        | —                       |
| 1957 | —                  | Düsseldorfer EG         | —                        | —                       |
| 1958 | —                  | EV Füssen               | —                        | —                       |
| 1959 | —                  | SC Riessersee           | —                        | —                       |
| 1960 | —                  | SC Riessersee           | —                        | —                       |
| 1961 | —                  | EV Füssen               | —                        | —                       |
| 1962 | —                  | EV Füssen               | —                        | —                       |
| 1963 | —                  | SC Riessersee           | —                        | —                       |
| 1964 | —                  | SC Reichersbeuern       | —                        | —                       |
| 1965 | —                  | EV Füssen               | EC Bad Tölz              | —                       |
| 1966 | —                  | SC Riessersee           | EV Füssen                | —                       |
| 1967 | —                  | EV Füssen               | ESV Kaufbeuren           | —                       |
| 1968 | —                  | Krefelder EV            | ESV Kaufbeuren           | —                       |
| 1969 | —                  | EV Füssen               | EC Bad Tölz              | —                       |
| 1970 | —                  | EV Landshut             | SC Reichersbeuern        | —                       |
| 1971 | —                  | ESV Kaufbeuren          | EC Holzkirchen           | EV Landshut             |
| 1972 | —                  | EC Bad Tölz             | SC Riessersee            | EV Landshut             |
| 1973 | —                  | EC Bad Tölz             | EV Füssen                | EV Füssen               |
| 1974 | —                  | SC Riessersee           | Augsburger EV            | EV Füssen               |
| 1975 | —                  | EV Füssen               | EV Landshut              | EV Füssen               |
| 1976 | —                  | EV Landshut             | EV Landshut              | ESV Kaufbeuren          |
| 1977 | —                  | EV Landshut             | SC Riessersee            | ESV Kaufbeuren          |
| 1978 | —                  | EV Landshut             | EV Füssen                | EV Füssen               |
| 1979 | —                  | SC Riessersee           | EV Füssen                | EV Landshut             |
| 1980 | —                  | SC Riessersee           | SC Riessersee            | EV Landshut             |
| 1981 | —                  | EV Landshut             | EV Landshut              | Düsseldorfer EG         |
| 1982 | —                  | EV Landshut             | EV Landshut              | Düsseldorfer EG         |
| 1983 | —                  | Düsseldorfer EG         | Düsseldorfer EG          | SC Riessersee           |
| 1984 | —                  | EV Landshut             | Düsseldorfer EG          | Krefelder EV            |
| 1985 | —                  | ESV Kaufbeuren          | SB Rosenheim             | Düsseldorfer EG         |
| 1986 | —                  | SB Rosenheim            | EC Bad Tölz              | SB Rosenheim            |
| 1987 | —                  | Düsseldorfer EG         | SB Rosenheim             | SC Riessersee           |
| 1988 | —                  | ESV Kaufbeuren          | SB Rosenheim             | SB Rosenheim            |
| 1989 | —                  | SB Rosenheim            | ESV Kaufbeuren           | SB Rosenheim            |
| 1990 | —                  | SB Rosenheim            | SB Rosenheim             | EV Landshut             |
| 1991 | —                  | ESV Kaufbeuren          | SB Rosenheim             | PEV Weißwasser          |
| 1992 | —                  | EHC Dynamo Berlin       | EV Landshut              | ES Weißwasser           |
| 1993 | —                  | EHC Dynamo Berlin       | EHC Dynamo Berlin        | ES Weißwasser           |
| 1994 | —                  | SB Rosenheim            | EHC Dynamo Berlin        | SC Riessersee           |
| 1995 | —                  | EHC Eisbären Berlin     | Düsseldorfer EG          | ES Weißwasser           |
| 1996 | —                  | BSC Preussen Berlin     | SC Riessersee            | EV Landshut             |
| 1997 | —                  | BSC Preussen Berlin     | SC Riessersee            | SB Rosenheim            |
| 1998 | —                  | Augsburger EV           | ES Weißwasser            | BSC Preussen Berlin     |
| 1999 | —                  | SC Riessersee           | EHC Neue Eisbären Berlin | ESV Kaufbeuren          |
| 2000 | —                  | Iserlohner EC           | SC Riessersee            | SB Rosenheim            |
| 2001 | SC Riessersee      | ES Weißwasser           | EV Füssen                | Krefelder EV            |
| 2002 | Jungadler Mannheim | Deggendorfer EC         | EV Füssen                | Eisbären Juniors Berlin |
| 2003 | Jungadler Mannheim | EHC Freiburg            | TSV Erding               | Berlin Capitals         |
| 2004 | Jungadler Mannheim | ESV Kaufbeuren          | EJ Kassel                | Mannheimer ERC          |
| 2005 | Jungadler Mannheim | ESV Kaufbeuren          | SC Bietigheim-Bissingen  | EC Bad Tölz             |
| 2006 | Jungadler Mannheim | SC Bietigheim-Bissingen | Düsseldorfer EG          | Kölner EC               |
| 2007 | Kölner EC Junghaie | ESV Kaufbeuren          | ESV Kaufbeuren           | EV Landshut             |
| 2008 | Jungadler Mannheim | EHC Freiburg            | Iserlohner EC            | EV Landshut             |
| 2009 | Jungadler Mannheim | ESV Kaufbeuren          | EV Füssen                | Mannheimer ERC          |
| 2010 | Jungadler Mannheim | EV Füssen               | EV Füssen                | Mannheimer ERC          |
| 2011 | EV Landshut        | EC Peiting              | ESV Kaufbeuren           | Mannheimer ERC          |
| 2012 | Jungadler Mannheim | EV Regensburg           | EV Regensburg            | MERC-Jungadler Mannheim |
| 2013 | Jungadler Mannheim | EC Bad Nauheim          | Kölner EC Junghaie       | EC Bad Tölz             |
| 2014 | Jungadler Mannheim | EC Peiting              | SC Bietigheim-Bissingen  | EC Bad Tölz             |

| Jahr | DNL                | DNL2                | Schüler             |
| ---- | ------------------ | ------------------- | ------------------- |
| 2015 | Jungadler Mannheim | keine Meisterschaft | Kölner EC           |
| 2016 | Jungadler Mannheim | Iserlohner EC       | Iserlohner EC       |
| 2017 | Jungadler Mannheim | EV Füssen           | Starbulls Rosenheim |
| 2018 | Jungadler Mannheim | Iserlohner EC       | Starbulls Rosenheim |

| Jahr | U 20 DNL                  | U 17 Jugend               | U 15 Schüler              |
| ---- | ------------------------- | ------------------------- | ------------------------- |
| 2019 | Jungadler Mannheim        | Jungadler Mannheim        | EHC 80 Nürnberg           |
| 2020 | Meister nicht ausgespielt | Meister nicht ausgespielt | Meister nicht ausgespielt |
| 2021 | Meister nicht ausgespielt | Meister nicht ausgespielt | Meister nicht ausgespielt |
| 2022 | Eisbären Juniors Berlin   | Jungadler Mannheim        | Jungadler Mannheim        |
| 2023 | Jungadler Mannheim        | Eisbären Juniors Berlin   | Jungadler Mannheim        |
| 2024 | EV Landshut               | Jungadler Mannheim        | Jungadler Mannheim        |
| 2025 | Jungadler Mannheim        | Jungadler Mannheim        | EV Landshut               |